# Yurl'h
 (avril 2024).
Si vous disposez d'ouvrages ou d'articles de référence ou si vous connaissez des sites web de qualité traitant du thème abordé ici, merci de compléter l'article en donnant les références utiles à sa vérifiabilité et en les liant à la section « Notes et références ».
Yurl'h est un jeu de rôle sur table français de science-fiction de Patrick Durand-Peyroles paru en 1994 et issu d'un univers de jeu décrit précédemment dans le jeu de rôle Empires & dynasties. Le contexte est médiéval-fantastique avec un fond de science-fiction.

## Yurl'h et ses hivers
La planète Yurl'h tourne autour de deux soleils, qui contraignent ce malheureux monde à connaître des hivers de près de 80 ans tandis que la belle saison ne dure que 24 ans. On parle de Grande année ou Cycle (Hiver + été) et Petite année. Les personnages sont soumis à ce rythme exotique et vivent en moyenne 4 à 5 cycles, si aucun malheur ne les frappe, évidemment. Cet écosystème particulier engendre un monde à l'écologie déroutante. 

## Système de jeu
Issu du système à pourcentage et compétences d'Empires & dynasties avec quelques améliorations et adaptations, il demeure classique et perfectible. La magie (pouvoirs psi) est plus développée que dans E&D, car elle tient une plus grande place dans ce monde obscur, peu favorable à l'éclosion de grandes civilisations. À la différence de E&D, les joueurs peuvent rencontrer et jouer des races autres qu'humaines (yumanii). 
Quelques années après la fin de la commercialisation du jeu, celui-ci a été remis à disposition en téléchargement gratuit sur le site du jeu Empires & Dynasties (à l'adresse http://www.empiresetdynasties.com/documents.html).